# Evelyne Dirren
Evelyne Dirren (29 luglio 1956) è un'ex sciatrice alpina svizzera.

## Biografia
Discesista pura originaria di Schönried di Saanen, Evelyne Dirren nella stagione 1976-1977 in Coppa Europa vinse la classifica di specialità, mentre in Coppa del Mondo ottenne il primo risultato di rilievo il 7 dicembre dello stesso anno a Val-d'Isère (8ª); l'anno seguente venne convocata per i Mondiali di Garmisch-Partenkirchen 1978, dove concluse 13ª, e il 9 dicembre conquistò l'unico podio di carriera in Coppa del Mondo, piazzandosi 3ª sul tracciato di Piancavallo alle spalle dell'austriaca Annemarie Moser-Pröll e della compagna di squadra Doris De Agostini. L'ultimo piazzamento della sua attività agonistica fu il 10º posto ottenuto nella gara di Coppa del Mondo disputata a Badgastein il 20 gennaio 1980; non prese parte a rassegne olimpiche.

## Palmarès

### Coppa del Mondo
- Miglior piazzamento in classifica generale: 33ª nel 1978
- 1 podio (in discesa libera):
  - 1 terzo posto

### Coppa Europa
- Vincitrice della classifica di discesa libera nel 1977[1]